# Gentpoortvest
De Gentpoortvest is een straat in Brugge.

## Beschrijving
De Gentpoortvest is een straat die loopt langs de vestingen binnen de stadswallen. Ze loopt van de Gentpoort naar de Katelijnepoort en werd gedurende eeuwen gewoon De Veste tussen Gentpoort en Katelijnepoort genoemd.
Toen begin 19de eeuw de straat naast de vest werd aangelegd en er woonhuizen werden gebouwd, werd de naam Gentpoortvest in gebruik genomen.

## Buiten Gentpoortvest
Aan de overkant van de vaart ligt de Buiten Gentpoortvest, waar nog weinig van overblijft sinds ze geïncorporeerd is in de stadsring R30. Die vest, nu baan geworden, loopt eveneens van de Gentpoort naar de Katelijnepoort.